# Xysticus caucasius
Xysticus caucasius là một loài nhện trong họ Thomisidae.
Loài này thuộc chi Xysticus. Xysticus caucasius được Ludwig Carl Christian Koch miêu tả năm 1878.